# Municipio (Pensilvania)

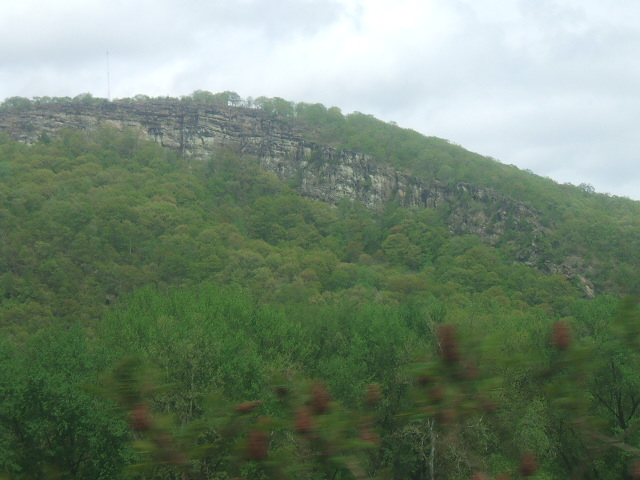
Cornisa de Campbell desde la carretera estatal 92 en el municipio de Exeter en Pensilvania.

Un township en el estado estadounidense de Pensilvania es una forma local de división territorial, inferior al condado, y distinto a otras entidades locales, como ciudades y boroughs. Es hasta cierto punto equivalente a los demás township de Estados Unidos.
Los township de Pensilvania fueron creados basados en límites geográficos y varían entre 6 a 50 millas cuadradas (15–104 km²). Pensilvania cuenta con dos categorías de municipios, los de primera clase y los de segunda clase. Para convertirse en un township de primera clase, los township de segunda clase deben de tener una densidad poblacional de 300 hab./km² y los votantes deben aprobar esa clasificación por medio de un referéndum. Sin embargo, muchos township han preferido quedarse como township de segunda clase, a pesar de que consiguen llenar los requisitos de la densidad poblacional para convertirse en uno de primera clase.